# 聖佩德羅薩卡特佩克斯 (聖馬科斯省)
聖佩德羅薩卡特佩克斯是危地馬拉的城鎮，由聖馬科斯省負責管轄，位於該國西南部，距離首都危地馬拉市249公里，面積148平方公里，海拔高度2,330米，2010年人口67,075。

## 外部連結
- Municipal Website （页面存档备份，存于）